# Macarena Gandulfo
Macarena Gandulfo (n. 30 noiembrie 1993, în Lanús, după alte surse în Banfield) este o handbalistă argentiniană care joacă pentru clubul românesc CSM Corona Brasov. Gandulfo este și componentă a echipei naționale a Argentinei. Între 2019-2020, Gandulfo a evoluat pentru altă echipă românească „U” Cluj.
Macarena Gandulfo a participat cu echipa Argentinei la Jocurile Olimpice de vară din 2016, unde s-a clasat pe locul al 12-lea. Handbalista a jucat în toate cele cinci meciuri ale echipei sale și a înscris patru goluri.

## Palmares
Cu echipe de club
- Cupa Challenge
  - Sfert-finalistă: 2018, 2019

Cu echipa națională
- Campionatul Panamerican:
  -  Medalie de argint: 2017
  -  Medalie de bronz: 2015

- Jocurile Panamericane:
  -  Medalie de argint: 2015, 2019

- Campionatul Central și Sud-American:
  -  Medalie de argint: 2018

- Jocurile Sud-Americane:
  -  Medalie de argint: 2018

## Diverse
Handbalistele preferate ale Macarenei Gandulfo sunt Eduarda Amorim și Cristina Neagu.